# Ani DiFranco
Ani DiFranco, née le 23 septembre 1970, est une chanteuse, guitariste autrice-compositrice progressiste et féministe américaine.

## Éléments biographiques
Elle naît le 23 septembre 1970 à Buffalo, New York. Sa carrière musicale débute avec ses premières apparitions dans des concerts alors qu'elle est âgée de 9 ans. En 1989, à dix-huit ans, elle lance sa maison de disques, Righteous Babe Records, avec seulement 50 $US, et enregistre son premier album qui porte son nom. Elle déménage ensuite à New York et entame de là une longue tournée.
Sans le soutien des médias grands public, sa notoriété se développe dans le milieu des années 1990 essentiellement grâce au bouche-à-oreille et ses concerts en première partie ou en duo avec le chanteur américain Utah Philips, ce qui crée un esprit communautaire entre ses fans. Elle est particulièrement populaire dans les milieux étudiants militants, particulièrement sensibles à son engagement politique.
Ouvertement bisexuelle, elle se marie en 1998 avec Andrew Gilchrist, un ingénieur du son. Ils se séparent cinq ans plus tard.
En juillet 2005, on lui diagnostique une tendinite. Elle est obligée de s'arrêter de tourner pour quelque temps, ce qu'elle n'avait fait jusqu'ici que le temps d'enregistrer ses albums studio. Elle n'a repris la scène que fin avril 2006.
Le 20 janvier 2007, elle a donné naissance à une petite fille, Petah Lucia. Le père de l'enfant est le compagnon d'Ani, Mike Napolitano, coproducteur de son album Reprieve.
En juillet 2019, DiFranco a publié son autobiographie No Walls and the Recurring Dream.
Le 9 février 2024, DiFranco fait ses débuts à Broadway dans Hadestown en tant que Perséphone, reprenant le rôle qu'elle a joué dans l'album conceptuel du même nom

## Style

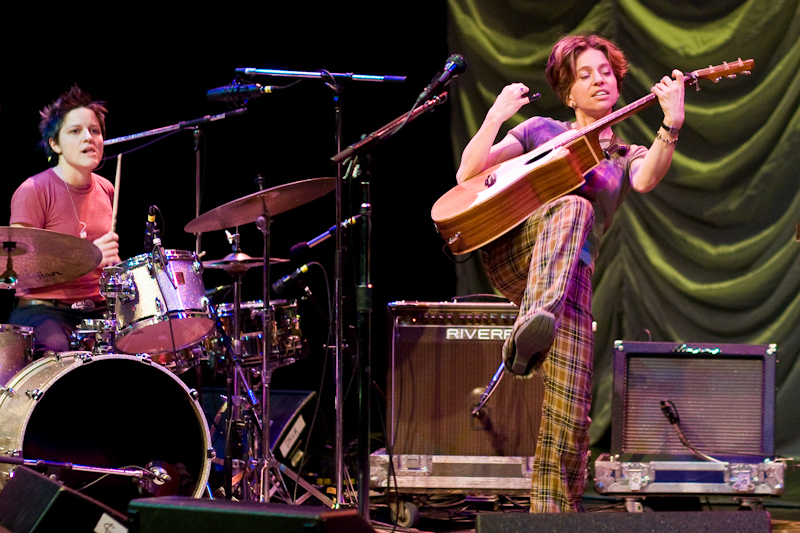
En concert à Huntington en 2008

La musique d'Ani DiFranco est habituellement rattachée aux catégories folk rock et rock indépendant. Les textes y occupent une place prépondérante.

### Inspiration
Ses compositions sont généralement d'inspiration auto-biographique et ont une coloration politique et sociale forte. Elle y aborde en particulier le racisme, le sexisme et les abus sexuels, l'homophobie, l'avortement, la pauvreté ou la guerre. Elle mêle avec ironie des composantes personnelles et politiques au sein des mêmes chansons. Ses textes sont très travaillés : elle utilise allitérations et métaphores et les jeux de mots sont fréquents. Elle chante avec un phrasé rapide, souvent de manière « parlée », variant les rythmes.
Son engagement politique dépasse les frontières de son art et elle s'implique dans le débat politique américain comme en 2000 où elle a soutenu la candidature de Ralph Nader ou en 2004 et 2008  où elle a soutenu le candidat démocrate Dennis Kucinich lors des primaires. C'est d'ailleurs le générique de fin du film politique et très controversé Le Monde selon Bush de William Karel, sorti en 2004, qui l'a fait connaître en France, grâce au titre Self Evident non moins engagé.

### Musique
Ani DiFranco est aussi une guitariste virtuose comme en témoigne le morceau Out of Range de l'album du même nom.
Bien que d'influence folk rock, elle s'efforce depuis ses premiers albums de ne pas se laisser enfermer dans un genre. Elle a ainsi collaboré avec de nombreux artistes de style différents tels que l'artiste pop Prince, le musicien folk rock Utah Phillips, ou le rappeur Corey Parker. Elle soigne aussi ses arrangements en utilisant une grande variété de styles ou d'instruments tels que les cuivres (mis à l'honneur sur l'album Little Plastic Castle) ou les cordes (très utilisée sur l'enregistrement en public Living in Clip ou sur Knuckle down).
Selon les albums, elle a pu collaborer avec de nombreux musiciens (tel le batteur Andy Stochansky ou plus récemment Julie Wolf, Andrew Bird ou Todd Sickafoose) ou au contraire travailler avec une équipe très limitée (comme sur ses premiers albums ou sur Educated Guess).

## Righteous Babe Records
Ani DiFranco est aussi largement reconnue pour le succès de son label, Righteous Babe Records (RBR).
Le fait qu'elle en ait la direction lui permet une grande liberté artistique, y compris celle de sortir des disques aussi souvent qu'elle le souhaite ou celle de s'affranchir de la censure, sur les sujets qu'elle aborde ou sur le vocabulaire qu'elle utilise. Bien plus que la réussite financière de son entreprise (qui emploie de nombreuses personnes à Buffalo, sa ville natale) c'est l'indépendance artistique qu'elle lui procure qui a le plus d'importance à ses yeux. Elle le rappelle en 1997 dans une lettre ouverte adressée au magazine Ms..
Elle fait régulièrement référence à son indépendance vis-à-vis des majors dans ces chansons. Ainsi, dans The million you never made, elle disserte sur le fait de refuser un contrat lucratif. Dans Napoleon (sur l'album Dilate), elle plaint un ami ayant signé avec une major (certains ont cru reconnaître Suzanne Vega). Dans The next big thing (sur l'album Not so soft) elle imagine une rencontre avec un chasseur de têtes de l'industrie musicale qui évalue un artiste sur sa seule apparence.
Ani DiFranco s'associe occasionnellement à Prince pour communiquer sur les problèmes engendrés par les grandes maisons de disques.

## Discographie
Ani DiFranco a une production prolifique : elle a produit un nouvel album par année depuis ses débuts en 1990 (avec un record de quatre albums en 1999).
- Ani DiFranco, 1990 album
- Not So Soft, 1991 album
- Imperfectly, 1992 album
- Puddle Dive, 1993 album
- Like I Said: Songs 1990-91, 1993 album (chansons des deux premiers albums réarrangées)
- Out of Range, 1994 album
- Not a Pretty Girl, 1995 album
- Dilate, 1996 album
- More Joy, Less Shame, 1996 EP
- The Past Didn't Go Anywhere, 1996 album avec Utah Phillips
- Living in Clip, 1997 double album live
- Little Plastic Castle, 1998 album
- Women in (E)motion, 1998 album live, distribution limitée
- Up Up Up Up Up Up, 1999 album
- Little Plastic Remixes, 1999 album remixé, distribution limitée
- Fellow Workers, 1999 album avec Utah Phillips
- To the Teeth, 1999 album
- Revelling: Reckoning, 2001 double album
- So Much Shouting, So Much Laughter, 2002 double album live
- Evolve, 2003 album
- Educated Guess, 2004 album
- Knuckle Down, 2005 album
- Reprieve, 2006 album
- Canon, 2007 best of, existe en version 2 ou 3 CD
- Red Letter Year, 2008
- Which Side Are You On, 2011
- Allergic to Water, 2014
- Binary, 2017
- Revolutionary Love, 2021

Elle a également commencé à distribuer en spectacles et sur son site web officiel une série d'albums de spectacles complets:
- Atlanta 10.9.03 (23 juillet 2004)
- Sacramento 10.25.03 (25 août 2004)
- Portland 4.7.04 (13 octobre 2004)
- Boston 11.16.03 (23 février 2005)
- Chicago 1.17.04 (20 avril 2005)
- Madison 1.25.04 (29 juin 2005)